# زن‌عمو می
زن عمو می (به انگلیسی: Aunt May)، با نام واقعی می پارکر، شخصیتی خیالی در کتاب‌های کمیک آمریکایی منتشر شده توسط مارول کامیکس است که معمولاً به صورت زن عمو شخصیت ابرقهرمان مرد عنکبوتی ظاهر می‌شود. این شخصیت برای اولین بار در کمیک شماره ۱۵ فانتزی شگفت انگیز (اوت ۱۹۶۲) توسط استن لی و استیو دیتکو در دنیای کمیک حضور پیدا کرد.  این شخصیت، نقشی تأثیرگذار در کمیک‌ های مرد عنکبوتی دارد.
می، همسر بن پارکر و عمه پدری پیتر پارکر است که به عنوان مرد عنکبوتی زندگی پنهانی دارد. او در حال پرورش و حمایت از پیتر به عنوان یک مادر است، اگرچه در بیشتر ماجراهای مرد عنکبوتی، از زندگی مخفی پیتر چیزی نمی‌داند و مرد عنکبوتی را فردی ترسناک و شرور می‌داند. در کمیک های مدرن، می به عنوان فردی شناخته می شود که از مردعنکبوتی پشتیبانی می‌کند و در موارد نادر می‌داند که او برادرزاده او است‌، یا حداقل به پیتر سوءظن دارد که او مرد عنکبوتی است. بعد ها می با پدر جی جونا جیمسون، رئیس سابق پیتر در دیلی بیوگل و منتقد شدید مردعنکبوتی ازدواج میکند. این کار باعث می شود جی جونا جیمسون پسر عموی پیتر پارکر شود.
از زمان معرفی او، شخصیت زن عمو می در اقتباس‌های مختلف رسانه‌ای از مرد عنکبوتی ظاهر شده‌است، که اغلب نقش مکمل را بازی می‌کند. زن عمو می توسط آیرین تدرو در  سریال مرد عنکبوتی شگفت‌انگیز و جف دانل در مرد عنکبوتی، تلافی کردن مرد عنکبوتی، مرد عنکبوتی: چالش اژدها و رزماری هریس در سه‌گانه مرد عنکبوتی سم ریمی، سالی فیلد در دوئولوژی مرد عنکبوتی شگفت‌انگیز مارک وب و ماریسا تومی در فیلم‌های دنیای سینمایی مارول کاپیتان امریکا: جنگ داخلی (۲۰۱۶)، مرد عنکبوتی: بازگشت به خانه (۲۰۱۷)، انتقام جویان: پایان بازی (۲۰۱۹) و مرد عنکبوتی: دور از خانه (۲۰۱۹) و مرد عنکبوتی: راهی به خانه نیست (۲۰۲۱) به تصویر کشیده شد. صداپیشگی وی توسط لیلی تاملین در انیمیشن مرد عنکبوتی: به درون دنیای عنکبوتی (۲۰۱۸) بود.